# クワンドーン郡
座標: 北緯6度47分18秒 東経100度4分36秒 / 北緯6.78833度 東経100.07667度
クワンドーン郡（クワンドーンぐん）はタイ南部サトゥーン県の郡の一つ。

## 歴史
クワンドーン郡の古い名はドゥソンであり、マレー語のドゥスン（「集落」の意味）を起源とする。もともとクワンドーン分郡であったが、ムアンサトゥーン郡に編入された。1977年2月1日、タムボン・クワンドーンとタムボン・クワンサトーが再び分離し、分郡を設置した。1988年1月1日郡に昇格した。

## 地理
クワンドーン郡は南から時計回りにムアンサトゥーン郡、ターペー郡、クワンカーロン郡、ソンクラー県サダオ郡、マレーシアプルリス州と接する。
郡はタイ―マレーシア国境に位置する。国境はワンプラチャン（サトゥーン県、タイ王国）―ワンクリアン（プルリス州、マレーシア）。
郡の重要な河川はドゥソン川である。（マレー語でのもともとの名「スンガイ・ドゥスン」が起源）。国境地帯の一部はタレーバン国立公園に属する。

## 行政区分
クワンドーン郡は4つのタムボンに分かれ、さらにその下位に30の村（ムーバーン）がある。郡内には1つのテーサバーン（自治体）がある。テーサバーンタムボン・クワンドーンはタムボン・クワンドーンとタムボン・クワンサトー、タムボン・ヤーンスーの一部を管理する。その他のそれぞれのタムボンはタムボン行政体により行政が行われている。
| No. | 名                       | タイ語  | 村数 | 人口  |
| --- | ------------------------ | ------- | ---- | ----- |
| 1.  | タムボン・クワンドーン   | ควนโดน  | 9    | 8,478 |
| 2.  | タムボン・クワンサトー   | ควนสตอ  | 10   | 7,374 |
| 3.  | タムボン・ヤーンスー     | ย่านซื่อ   | 7    | 4,395 |
| 4.  | タムボン・ワンプラチャン | วังประจัน | 4    | 2,305 |

## 注脚
1. ↑  “ประกาศกระทรวงมหาดไทย เรื่อง แบ่งท้องที่อำเภอเมืองสตูลจังหวัดสตูล ตั้งเป็นกิ่งอำเภอควนโดน” (Thai). Royal Gazette 94 (11 ง):  487. (February 8 1977).
2. ↑  “พระราชกฤษฎีกาตั้งอำเภอนามน อำเภอพระยืน อำเภอหนองบัวระเหว อำเภอบ้านเหลื่อม อำเภอจะแนะ อำเภอหนองหงส์ อำเภอนาโพธิ์ อำเภอเกาะยาว อำเภอแกดำ อำเภอสระโบสถ์ อำเภอโนนคูณ อำเภอควนโดน อำเภอไชยวาน อำเภอหนองแสง และอำเภอตาลสุม พ.ศ. ๒๕๓๐” (Thai). Royal Gazette 104 (278 ก special):  33–37. (December 31 1987).